# سی‌ان‌سی‌او

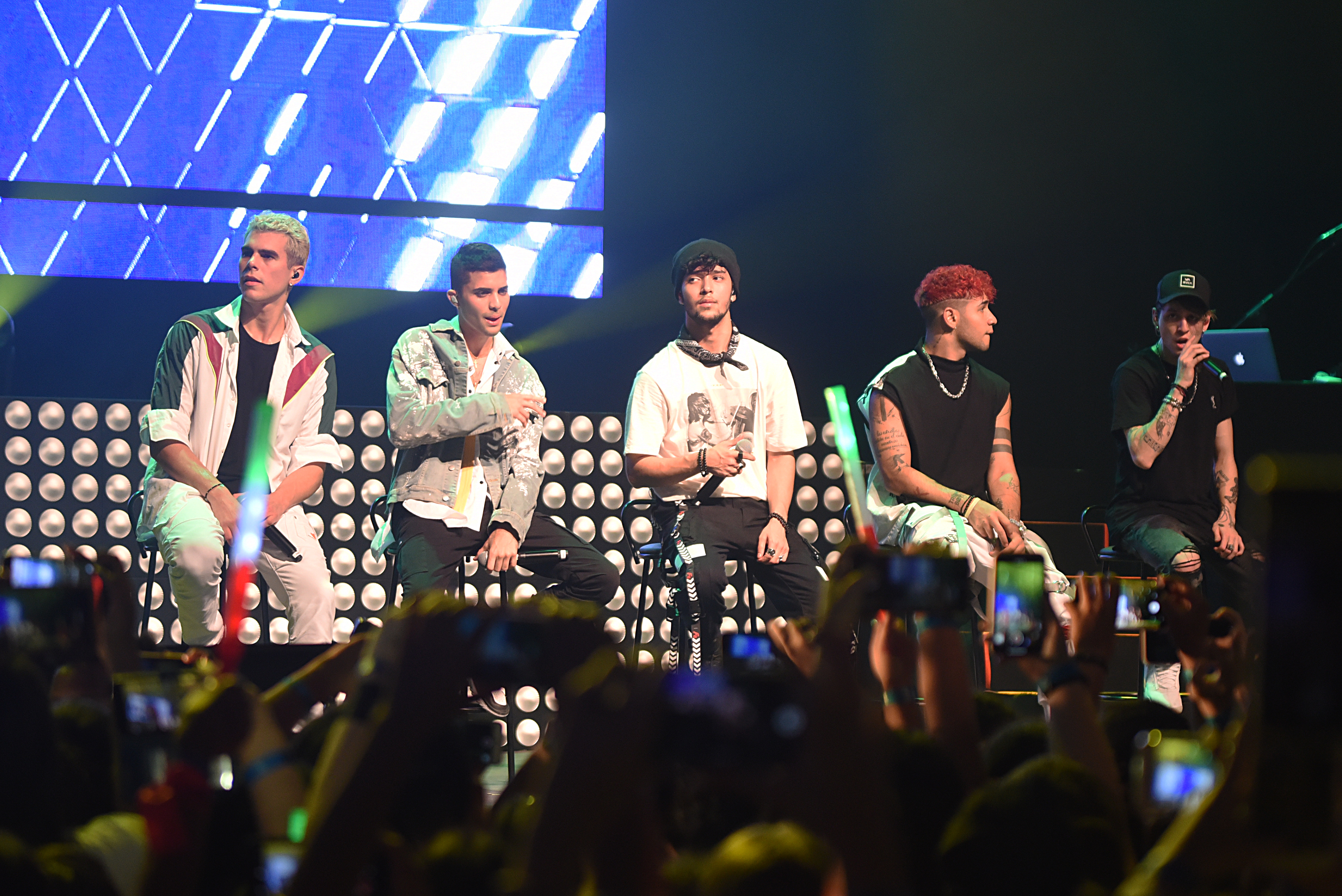
عکس گروه سی ان سی او در حال اجرا

سی‌ان‌سی‌او CNCO یک گروه پسرانه آمریکای لاتین است که در میامی مستقر است. این گروه متشکل از ریچارد کاماچو، اریک برایان کولون، کریستوفر ولز و زبدیل دی ژسوس است. عضو سابق جوئل پیمنتل در مه ۲۰۲۱ گروه را ترک کرد. آنها پس از تبدیل شدن به رقبای برنده فصل اول La Banda، یک قرارداد ضبط ۵ ساله با Sony Music Latin به دست آوردند. گروه با ریکی مارتین به تور گردی پرداختند. اولین و تک آهنگ‌های دوم آنها "Tan Fácil" و "Quisiera"، بلافاصله پس از اولین پخش، نمودارهای خوبی داشتند. آنها اولین آلبوم خود را با نام Primera Cita در تاریخ ۲۶ اوت ۲۰۱۶ منتشر کردند که شامل
اعضای این گروه شامل: (کریستوفر ولز، ریچارد کاماچو، زابدیل دِ خِسوس و اریک برایان کُلون) است. در جریان فینال مسابقه LaBanda، کریستوفر ولز با بیشترین آرا بعنوان سرگروه اعلام شد. آنها تاکنون بارها برنده و نامزد جوایز مختلفی از جمله billboard , latin American music awards , i heart radio, radio diseney Grammy و … شده‌اند.
آنها در سال ۲۰۱۸ طی یک مصاحبه رادیویی اعلام کردند که علاقمند هستند با گروه کره ای بی‌تی‌اس آهنگی به‌طور مشترک منتشر کنند، گوینده رادیو در واکنش به این نظر آنها، CNCO را برتر و موفق تر و BTS را ورژن کره ای CNCO یاد کرد. این مصاحبه بارها باعث مقایسه‌ها و نقدهای بسیاری میان این دو گروه پسرانه شده‌است. در عین اینکه گروه BTS پیش از این گفته بود که K-POP بسیار پرشنونده تر و پرمخاطب تر از Español است. این دو گروه در مراسم BBMA 2019 به‌صورت زنده اجرا داشتند.
CNCO اولین بندی در تاریخ می‌باشد که به بازدید یک میلیاردی در یوتیوب دست پیدا کرده‌است. موزیک ویدیو Reggaeton Lento (Bailemos) از آنها به این رکورد دست یافته‌است.
و همچنین آنها در کشورهایی از آسیا همچون ایران و ترکیه و… طرفداران زیادی دارند. و آنها به طرفداران ایرانی خود بارها و بارها در فضای مجازی واکنش نشان دادند، و اعضای این گروه در استوری اینستاگرام خود در پاسخ به سؤال یک طرفدار ایرانی گفتند که: امیدواریم در سال ۲۰۲۰ به ایران سفر کنیم. حتی یکی از فن‌پیج‌های ایرانی را نیز فالو کردند.
در سال ۲۰۱۸ آکادمی بین‌المللی رکورد (Grammy) CNCO را به همراه چند سوپراستار لاتین (ددی یانکی، مالوما، جی بالوین، بدبانی) جزو آرتیست‌های متفاوت و نوین لاتین جهان در قرن ۲۱ اعلام کرد.
آنها همکاری‌های مشترکی با هنرمندان معروفی مثل
ریکی مارتین • لیتل میکس • مگان ترینر • شان پال • لسلی گریس • بکی جی • پرینس رویس • کارول جی • اوسونا • Wisin • PrettyMuch داشته‌اند.